# らくらくスマートフォン2
ドコモ らくらくホン らくらくスマートフォン2 F-08E（ドコモ らくらくホン らくらくスマートフォン ツー エフゼロハチイー）は、富士通によって開発された、NTTドコモの第3.9世代移動通信システム（Xi）と第3世代移動通信システム（FOMA）のデュアルモード端末である。ドコモ らくらくホンのひとつ。

## 概要
らくらくスマートフォンの後継機種で、ARROWS NX F-06Eをベースとしたため大幅なスペックアップが図られている。併せて、らくらくスマートフォンのユーザーの声を基に調査・分析を行い、さまざまな改良が行われた。
触れたときと押したときの違いをしっかりと区別できる「らくらくタッチパネル」は新開発のICチップの搭載によりパネルの押し込み度合いの検出精度を高めたほか、クアッドコアCPUや振動専用プロセッサの搭載により、押してから振動するまでの処理を高速化。これにより、従来よりも軽い押し込みで反応し、押し込んだ際の指へのフィードバックのレスポンスが大幅に向上され、特にメール作成などで文字を連続打ちする時にもよりボタンに近い感覚で操作することができるようになった。本体を握る手や指が画面の端にかかってしまっても誤動作しない「うっかりタッチサポート」やタッチ操作で指が届きにくい場所でも指の角度を自動検知して入力できる「おまかせタッチ」は継続搭載される。
ディスプレイは4.3インチに大型化するとともに、家電メーカー3社（ソニー・東芝・日立製作所）合弁で液晶ディスプレイの事業を行うジャパンディスプレイが開発した次世代型省電力液晶「WhiteMagic（ホワイトマジック）」を採用した「鮮やかくっきりディスプレイ」を搭載。消費電力を最大約50%削減できると同時に、RGB画素にW（ホワイト）画素を加えたことで最大輝度を900cdに向上。一般的なスマートフォンでは暗く見えがちな晴れた日の屋外でも明るく見やすいが特徴。また、年齢により色覚特性が変化しやすい青色をユーザーの年齢に合わせて識別しやすい配色に自動調整する機能も搭載する。
聞き取りやすさを追求した基本機能も強化されており、「スーパーはっきりボイス」は相手の音質の影響で起こるこもり感やキンキン感も自動調整する「スーパーはっきりボイス4」に進化。併せて、大音量スピーカーを受話口と一体化したことでワンセグやラジオアプリの音声も聞き取りやすくなった。カメラ機能は既搭載のCMOSセンサーが裏面照射積層型の「Exmor RS for mobile」となったほか、インカメラの有効画素数を130万画素に向上したことで自分撮りでもきれいに撮影できるようになった。
ブラウザは前機種同様、専用ブラウザを搭載しているが、新機能として、ブックマーク登録したサイトがホーム画面にもボタンとして新たに配置され、「よく使うブックマーク」からワンボタンで直接アクセスできるようになった。
本機種では前機種同様、初期設定時にGoogleアカウントを利用しない（Googleアカウントの設定画面自体が無い）ため、Google Playからアプリをダウンロードすることができず、GmailなどGoogle社提供のアプリは利用できない。その代わり、プリインストールアプリは「Radiko.jp」、「俳句・写真くらぶ」、「ドコモ地図ナビ」といった従来機種から継続搭載するアプリに加え、従来機種では別途インストールする必要があった「しゃべってコンシェル」等がプリインストール化され、「dメニュー」から手順を経て利用する必要があった専用SNS「らくらくコミュニティ」に直接アクセスできる専用アプリの設置、翻訳アプリの「はなして翻訳」や「うつして翻訳」といった新たなアプリの追加により、実用系アプリやゲームアプリなど、バラエティに富んだ42種類に増やした。
その他、音声読み上げ機能は要望が多かったWebページの読み上げに対応したほか、読み上げを聞き逃しても側面のカメラボタンでもう一度読み上げることができるリピート読みにも対応。さらに、シニア向けスマートフォンでは珍しく超高速通信のLTE網「Xi（クロッシィ）」や動画・音楽・ゲームなどのコンテンツやショッピングが利用できるポータルサイト「dマーケット（Google Playを使用するdアプリ&レビューを除く）」にも新たに対応した。

## 搭載アプリ
- 乗換案内
- スケジュール
- メモ
- QRコード読み取り
- 使い方ガイド
- インターネット
- 目覚まし
- しゃべってコンシェル
- 赤外線
- カメラ・ビデオ
- アルバム
- テレビ
- おサイフケータイ
- トルカ
- 電卓
- radiko（ラジオ）
- ネットラジオ
- メディアプレーヤー
- dブック マイ本棚
- 俳句・写真くらぶ
- iチャネル
- 辞書
- ボイスレコーダー
- お知らせタイマー
- 拡大鏡
- 血圧手帳
- 歩数計
- パソコン転送
- 設定
- 地図
- ゲーム（BREAK DICE・ソリティア・将棋ウォーズ）
- らくらくコミュニティ
- Document Viewer
- 声の宅配便
- パソコンメール

## 主な機能
| 主な対応サービス                                | 主な対応サービス                         | 主な対応サービス                     | 主な対応サービス                                       |
| ----------------------------------------------- | ---------------------------------------- | ------------------------------------ | ------------------------------------------------------ |
| タッチパネル/加速度センサー                     | Xi/FOMAハイスピード                      | Bluetooth                            | DCMX/おサイフケータイ/NFC/かざしてリンク/赤外線/トルカ |
| ワンセグ/フルセグ/モバキャス                    | メロディコール                           | テザリング                           | WiFi IEEE802.11a/b/g/n/ac 2.4GHz/5GHz                  |
| GPS                                             | ドコモメール/電話帳バックアップ          | デコメール/デコメ絵文字/デコメアニメ | iチャネル                                              |
| エリアメール/ソフトウェアーアップデート自動更新 | デジタルオーディオプレーヤー(WMA)(MP3他) | GSM/3Gローミング（WORLD WING）       | フルブラウザ/Flash Player                              |
| Google Play/dメニュー/dマーケット               | Gmail/Google Talk/YouTube/Picasa         | バーコードリーダ/名刺リーダ          | ドコモ地図ナビ/Google Maps/ストリートビュー            |

## 歴史
- 2013年
  - 5月15日 - NTTドコモより発表。
  - 8月9日 - 事前予約開始。
  - 8月16日 - 発売開始。
  - 10月30日 - LINEアプリが利用可能となる[5]。
- 2019年11月5日 - LINEアプリの新規ダウンロードが終了する[6]。
- 2020年
  - 3月31日 - LINEアプリのプッシュ通知機能が終了する[6]。
  - 9月23日 - LINEアプリサービス終了[7]。

## パケット通信料定額サービスについて
パケット通信量定額サービスは本端末向けに月額定額料を割安に設定した以下のサービスがある。
- らくらくパック - 音声通話定額制の基本プラン「カケホーダイプラン」向け
- Xiらくらくパケ・ホーダイ - Xi料金プラン向け

なお、「Xiらくらくパケ・ホーダイ」は「らくらくパック」の提供開始に伴うXi向けの既存プラン・割引サービスの新規受付終了に伴い、2014年8月末をもって新規受付を終了する（すでに利用中の方は引き続き利用可能）。

## アップデート
2014年6月2日のアップデート
- 過去の歩数計履歴が0歩と表示される場合がある不具合を修正する。
- ビルド番号がV16R35Bとなる。

2014年7月10日のアップデート
- 通話終了後、画面が表示されない場合がある不具合を修正する。
- ビルド番号がV17R36Bとなる。

2016年4月4日のアップデート
- 「ドコモメール」に対応する。
- 歩数データが日を跨いでもリセットされない場合がある不具合を修正する。
- ビルド番号がからV29R49Aとなる。

2017年12月25日のアップデート
- ステータス通知エリアの「午前」「午後」表示が切り替わらない場合がある不具合を修正する。
- ビルド番号がV30R50Bとなる。